# Tschelentsy
Der Tschelentsy, obersorbisch Ćeleńc, ist ein Berg in der Gemeinde Doberschau-Gaußig, Sachsen, Landkreis Bautzen. Der Name ist abgeleitet vom sorbischen Wort ćelo für „Kalb“ und deutet darauf hin, dass der Berg früher als Hutung benutzt wurde.

## Lage und Umgebung
Der Tschelentsy befindet sich rund sieben Kilometer südwestlich von Bautzen und etwa vier Kilometer nordwestlich der Stadt Wilthen. Südlich des Tschelentsy befindet sich das Dorf Arnsdorf, am nordwestlichen Fuße des Berges liegt Weißnaußlitz.

## Geschichte
Am Tschelentsy wurden früher Rinder und wohl auch Kälber gehalten; daher erhielt der Berg seinen Namen und wurde auch auf Deutsch Kälberberg genannt. Auch der nach Gnaschwitz führende Kuhweg deutet darauf hin. Alternativ taucht die Bezeichnung Gnaschwitzer Berg bzw. Hnaščanska hora auf.